# Передняя прямая мышца головы
Пере́дняя пряма́я мы́шца головы́ (лат. Musculus rectus capitis anterior) короткая, начинается от передней поверхности поперечного отростка и латеральной массы атланта, идёт вверх и прикрепляется к нижней поверхности базилярной части затылочной кости, впереди от переднего края большого затылочного отверстия.

## Функция
Наклоняет голову в свою сторону, при двустороннем сокращении наклоняет голову вперёд.